# Дрібні ссавці

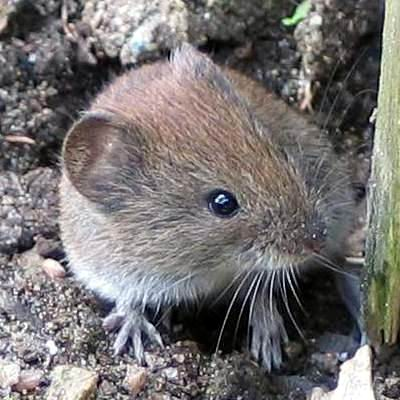
Нориця руда (Myodes glareolus) — типовий мешканець лісів Європи

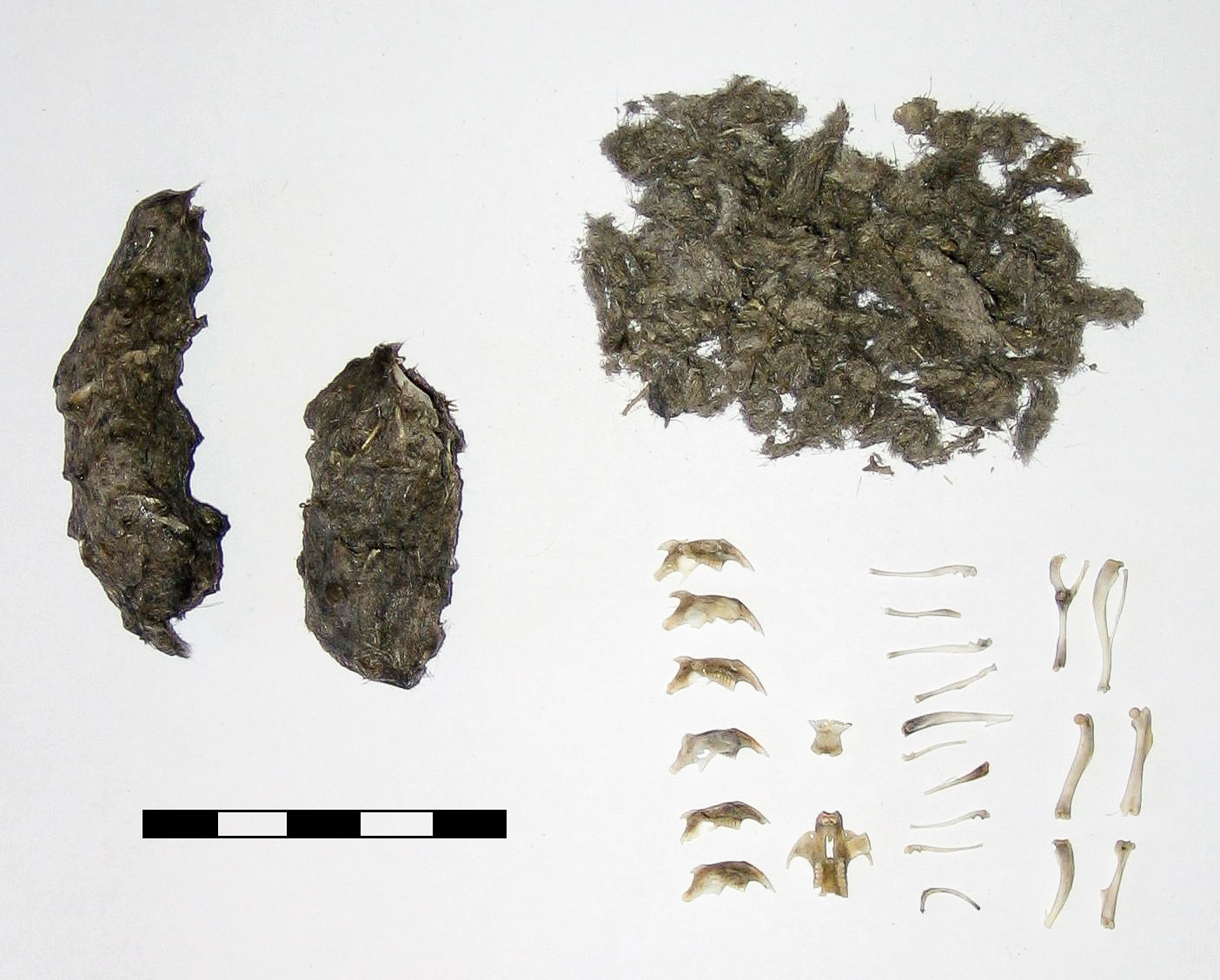
Пелетки сови вухатої та кістки гризунів, отримані з них (1 смуга = 1 см)

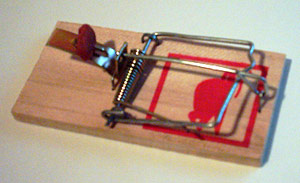
Наживлена мишоловка

Дрібні ссавці, або мікромамалії (Micromammalia) — облікова група ссавців, оцінки чисельності і аналіз видового складу якої проводять за підставі стандартних обліків методом пастко-ліній, ловчих канавок або розбору пелеток хижих птахів; рідше — за слідами життєдіяльності (нори, послід тощо).
типовими об'єктами дослідження є:
- гризуни з підряду Мишовиді
- землерийки з підряду Мідицеві

## Галузі застосування терміна
Поняття дрібних ссавців часто використовують при обліках мікромамалій в осередках природно-вогнищевих інфекцій (служби СЕС тощо), в моніторингу мікротеріофауни природно-заповідних та інших територій, при аналізі спектрів живлення хижих птахів тощо.